# Torre de la Mola d'Andratx
La Torre de la Mola (popularment de sa Mola), és una torre de defensa del terme d'Andratx (Mallorca) situada al cap de la Mola, a 80 metres sobre el nivell del mar. Està declarada Bé d'Interès Cultural.
Formava part d'un extens sistema de vigilància i senyalització de tota la costa mallorquina per combatre la pirateria: tenia la funció de protegir l'entrada al Port d'Andratx. Va ser construïda a final del segle xvi. Té connexió visual amb la torre de Sant Francesc, al Port, i amb les torres de la Dragonera: la torre de na Pòpia i la torre de Llebeig; no obstant això, els senyals d'avís corresponien a la de na Pòpia i a la torre del Cap Andritxol.

## Descripció
Construïda amb pedra i morter, presenta dos cossos ben diferenciats i separats per un cordó que l'envolta: l'inferior, atalussat, massís i assentat damunt un sòcol; i el superior, cilíndric i buit, amb una cambra coberta per volta de mitja esfera. El portal d'entrada, de mig punt, és situat a uns quatre metres d'alçada, i s'hi accedia per una escala de mà; per mitjà d'un passadís en forma de zeta cobert per volta de canó condueix a la cambra principal. La cambra posseeix un finestró que, originàriament, eren dues espilleres, i està situada damunt un gran aljub que aprofita l'aigua recollida al terrat. Al terrat hi havia un porxo per cobrir el buit de l'entrada, i s'hi troben dues troneres i un matacà.

## Història
Va ser construïda el 1580 per protegir l'entrada al port d'Andratx, després que hi haguessin desembarcat corsaris otomans en diverses ocasions, el 1519, el 1531, el 1553 i el 1578. El maig de 1643, una guarda de pirates desembarcaren al port, capturaren el capità Jordi Orlandis i assetjaren la torre de la Mola: l'alcaid Ramon Alemany resultà mort, i els seus fills foren capturats. Finalment, es pactà un rescat pel capità i els fills de l'alcaid.
La torre tenia dues peces d'artilleria per poder disparar contra els vaixells enemics que malavejassin per entrar al port. Al segle xix, l'amenaça corsària desaparegué, i la utilitat de la torre va decaure: finalment, el 1867 l'Estat la va traspassar. El 2017 va ser restaurada pel Consell de Mallorca i l'Ajuntament d'Andratx.